# DART (sonda)

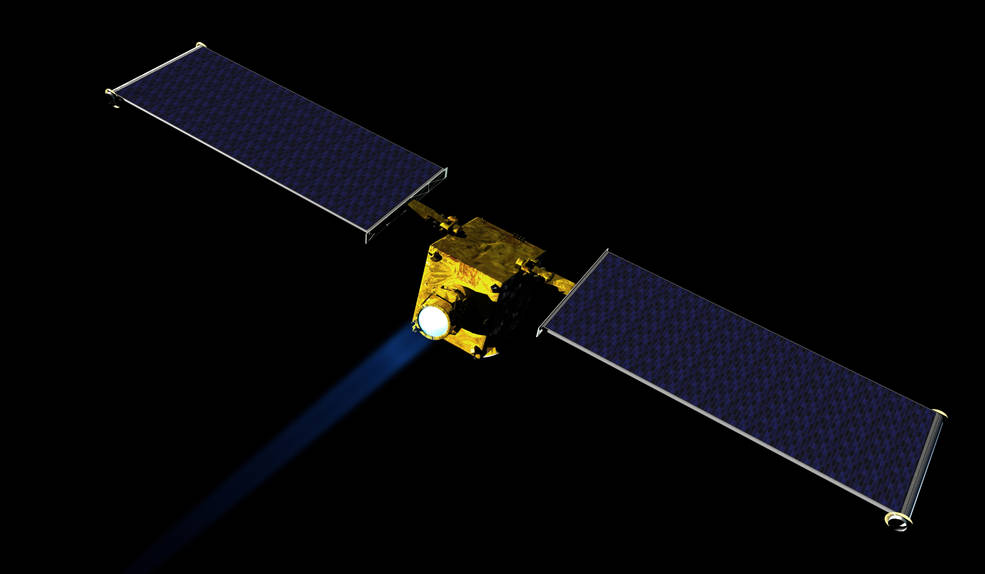
Sonda DART se zapnutým iontovým motorem.

DART (z anglického Double Asteroid Redirection Test) byla sonda americké agentury NASA, jejímž hlavním cílem byl dopad na povrch měsíce planetky Didymos.
Tento experiment by měl ověřit, zda je lidstvo tímto způsobem schopno odklánět planetky, které by hrozily nárazem do Země.

## Plán letu
Sonda odstartovala 24. listopadu 2021 z Vandenbergovy letecké základny v americké Kalifornii pomocí rakety Falcon 9 (startovací okno začalo 24. listopadu). V noci 26. září 2022 (z pondělí na úterý) narazila sonda do měsíce planetky Didymos nazývaného Dimorphos. V době nárazu byla planetka asi 11 mil. km od Země.
Tato mise měla být původně součástí programu AIDA, ve kterém měla startovat i sonda AIM, která spolu s dalšími třemi menšími sondami měla zkoumat planetku a její měsíc před i po dopadu sondy DART. Evropská část mise však byla v roce 2016 z finančních důvodů zrušena.
Místo sondy AIM je však připravována sonda Hera, která by měla detailně studovat asteroid po impaktu.  Její start se plánuje na rok 2024 a k Didymosu by měla dorazit v roce 2026. Její součástí by měly být i tři doprovodné satelity typu CubeSat. Na přípravě jednoho z nich nazvaného Milani se významně podílejí české firmy a vědci.

## Vybavení sondy
Sonda DART byla poháněna iontovým motorem NEXT-C. Energii pro jeho provoz dodávaly rozbalovací sluneční panely nové generace ROSA (Roll Out Solar Array). 
Protože jediným cílem sondy byl náraz do měsíce planetky, nenesla žádné vědecké přístroje. Jediným větším přístrojem byl 20cm dalekohled DRACO (z anglického Didymos Reconnaissance and Asteroid Camera for Optical navigation), který však sloužil především k navigačním účelům (pro přesné nasměrování sondy před nárazem). 

## Související sondy
Součástí sondy DART byla italská družice LICIA (Light Italian CubeSat for Imaging of Asteroids), která se před dopadem sondy DART oddělila a vyfotografovala náraz a vyvržení materiálu. Sonda byla založena na platformě malých družic CubeSat a měla velikost 6U – šest základních jednotek 113×100×100 mm.